# Arlie Russell Hochschild
Arlie Russell Hochschild (Boston, 15 de janeiro de 1940) é uma professora universitária, feminista e socióloga estadunidense.

## Biografia
Filha de diplomatas, desde cedo despertou para a diferença entre os sentimentos interiores e o mundo das aparências.
Aos 12 anos, os seus pais alistaram-se no U.S. Foreign Service e a família mudou-se para Tel Aviv. Estudou na Escola Tabeetha, uma escola de missão escocesa em Jaffa.
Formou-se em relações internacionais pelo Swarthmore College (1962), fez mestrado em 1965 e doutorado (1969) em sociologia pela Universidade da Califórnia em Berkeley, onde lecionou e tornou-se professora emérita.
É casada com o escritor Adam Hochschild, com quem teve dois filhos.

## Ideias
É uma das autoras que procuraram consolidar os estudos da sociologia das emoções como um novo campo dentro desta ciência social; para ela o mundo evoluiu com base em dois códigos emocionais - o masculino e o feminino; o primeiro foi dominante e assimilado pelas mulheres que, em contrapartida, encontram os homens ainda a demorar a assimilar as regras do código feminino. Isto resulta numa situação em que as mulheres trabalham, os companheiros também ficam longe de casa e os idosos cuidam de si mesmos ou são entregues a cuidados comerciais: um cenário onde o capitalismo acabou por competir também com a família (especialmente no tradicional papel de mãe e esposa), tornando a família cada vez mínima. Neste contexto, o amor acaba sendo diminuído nas relações: a intimidade nos tempos atuais está distante de representar o relacionamento puro e o amor, nas relações entre os gêneros.

## Obras publicadas
- (2013) So How's the Family: and Other Essays. Berkeley, CA: University of California Press (ISBN 9780520272286).
- (2012) The Outsourced Self: Intimate Life in Market Times]]. New York: Metropolitan Books. ISBN 978-0-8050-8889-2
- (2003a) The Commercialization of Intimate Life: Notes From Home And Work. San Francisco e Los Angeles: University of California Press (ISBN 9780520214880).
- (2003b) Global Woman: Nannies, Maids and Sex Workers in the New Economy, co-editado com arbara Ehrenreich para o Metropolitan Books, Nova York: Metropolitan Press. ISBN 978-0-8050-7509-0
- (1997) The Time Bind: When Work Becomes Home and Home Becomes Work. New York: Metropolitan/Holt. (ISBN 9780805066432).
- (1989) The Second Shift: Working Parents and the Revolution at Home, (com Anne Machung). New York: Viking Penguin. Reeditado em 1997 com acréscimos. (ISBN 9780143120339).
- (1983) The Managed Heart: The Commercialization of Human Feeling. Berkeley: The University of California Press. Reeditado em 2012 com novo prefácio (ISBN 9780520272941).
- (1973) The Unexpected Community. Englewood Cliffs, New Jersey: Prentice-Hall. Second edition (1979): Berkeley, CA: The University of California Press. ISBN 978-0-13-936385-6